# Грб Бахреина
Грб Бахреина је званични хералдички симбол државе Краљевина Бахреин. Грб је 1930-их година креирао британски саветник Краља Бахреина (тада емира). Грб је дизајниран на исти начин као и застава, где пет зубаца представља пет стубова ислама.